# Pierre-Charles Comte
Pour les articles homonymes, voir Comte (homonymie).
Pierre-Charles Comte, né à Lyon le 23 avril 1823 et mort à Fontainebleau le 30 novembre 1895, est un peintre français.

## Biographie
Pierre-Charles Comte est l'élève de Claude Bonnefond à l'École des beaux-arts de Lyon entre 1840 et 1842. Il s'est ensuite installé à Paris pour entrer dans l'atelier de Robert-Fleury.
Il expose au Salon à Paris entre 1848 et 1887, et à Lyon. Il obtient une médaille de 3e classe au Salon de 1852, de 2e classe à ceux de 1853 et 1855 et un rappel en 1857. Il reçoit une médaille de 3e classe à l'Exposition universelle de 1867. Il est récompensé d'une médaille de vermeil au Salon de Bruxelles de 1848 pour Derniers moments de Cinq-Mars. Il s’établit ensuite à Fontainebleau. 
Il pratique d'abord la peinture d'Histoire, en particulier de l'histoire des Valois, et la peinture de genre. À partir de 1875, il change de style en adoptant une technique plus « moderne ». Il réalise également de nombreuses sculptures à la fin de sa vie.
Pierre-Charles Comte est le père d'Albert Comte qui a lui aussi vécu à Fontainebleau. Albert Comte  est un neurologue spécialiste du syndrome bulbaire qui a longtemps travaillé avec Jules Déjerine et Jean-Martin Charcot. Marié avec Henriette Taschereau (petite-fille de Jules-Antoine Taschereau) Albert Comte marie ses deux filles à Philippe et Marc Langlois-Berthelot (qui passèrent une large partie de leurs vies à Fontainebleau et en Asie).
La rue Pierre-Charles Comte est une rue de Fontainebleau. Sa tombe repose dans le cimetière de Fontainebleau.

## Œuvres exposées aux Salons
- Le Dernier coup de dé, Salon de 1848.
- Le Couronnement d'Inès de Castro en 1361, Salon de 1849, musée des Beaux-Arts de Lyon.
- Visite de Charles IX à Coligny, blessé deux jours avant la Saint-Barthélemy, Salon de 1851, localisation inconnue.
- Ah vous dirai-je maman…, Salon de 1851, localisation inconnue.

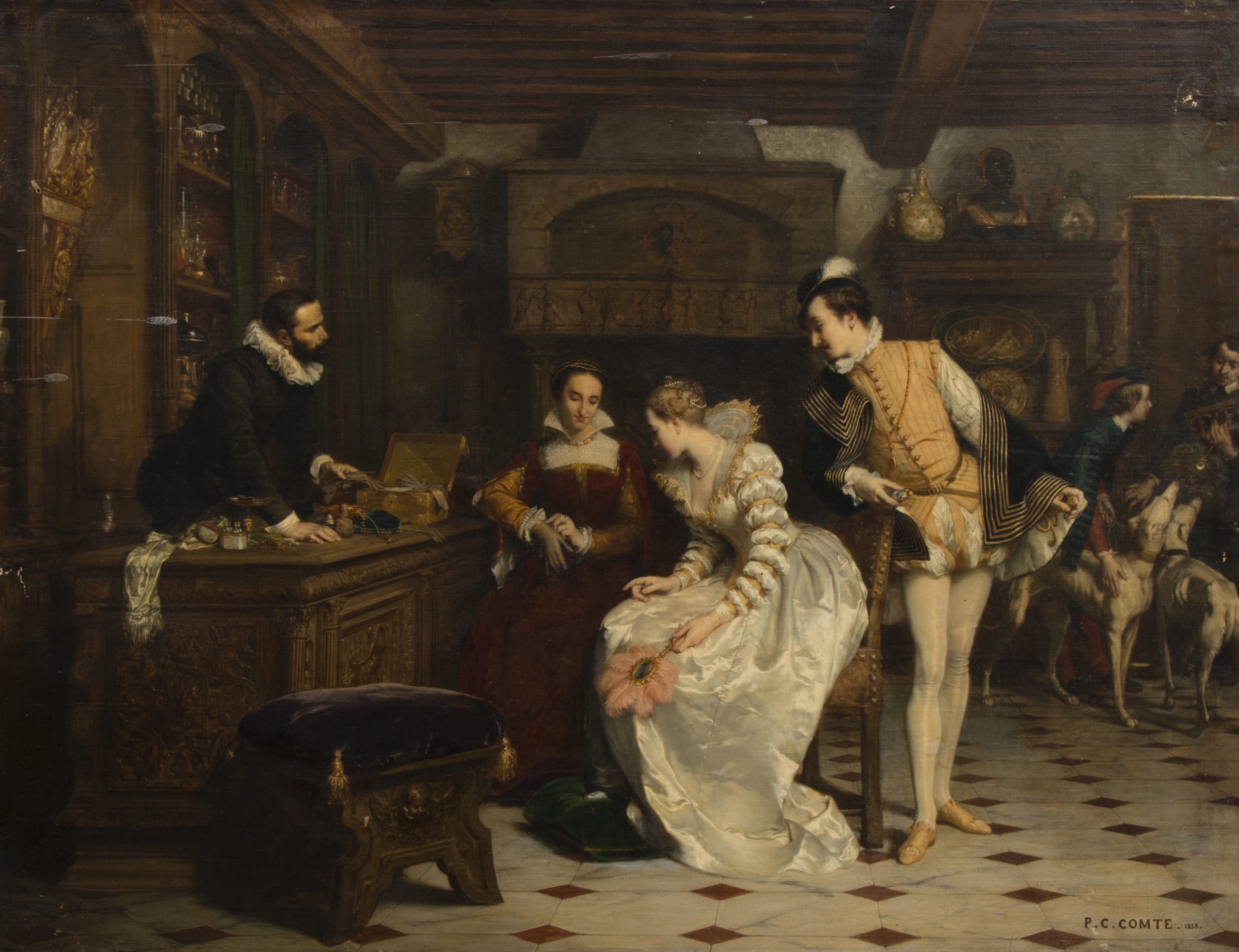
Jeanne d'Albret, accompagnée de son fils Henri de Navarre et de Marguerite de Valois, vient acheter chez René, parfumeur de Catherine de Médecis, les gants qui l'ont empoisonnée, Salon de 1852

- Jeanne d'Albret, accompagnée de son fils Henri de Navarre et de Marguerite de Valois, vient acheter chez René, parfumeur de Catherine de Médicis, les gants qui l'ont empoisonnée, Salon de 1852, localisation inconnue.
- Conseil tenu avant la Saint-Barthélemy, Salon de 1853, localisation inconnue.
- Coligny blessé par Maurevert, Salon de 1853, localisation inconnue.
- La Mazzana, Salon de 1853, localisation inconnue.
- Henri III et le duc de Guise, Salon de 1855, musée du château de Blois[2].
- Arrestation du duc de Guise et d'Espignac, archevêque de Lyon, après l'assassinat du duc de Guise, Salon de 1855, localisation inconnue.
- Joueur de basse, Salon de 1855, localisation inconnue.
- Jeanne Gray, Salon de 1857, localisation inconnue.
- Henri III visitant sa ménagerie de singes et de perroquets, Salon de 1857, localisation inconnue.
- François Ier et la duchesse d'Étampes visitant l'atelier de Benvenuto Cellini, Salon de 1857, localisation inconnue.

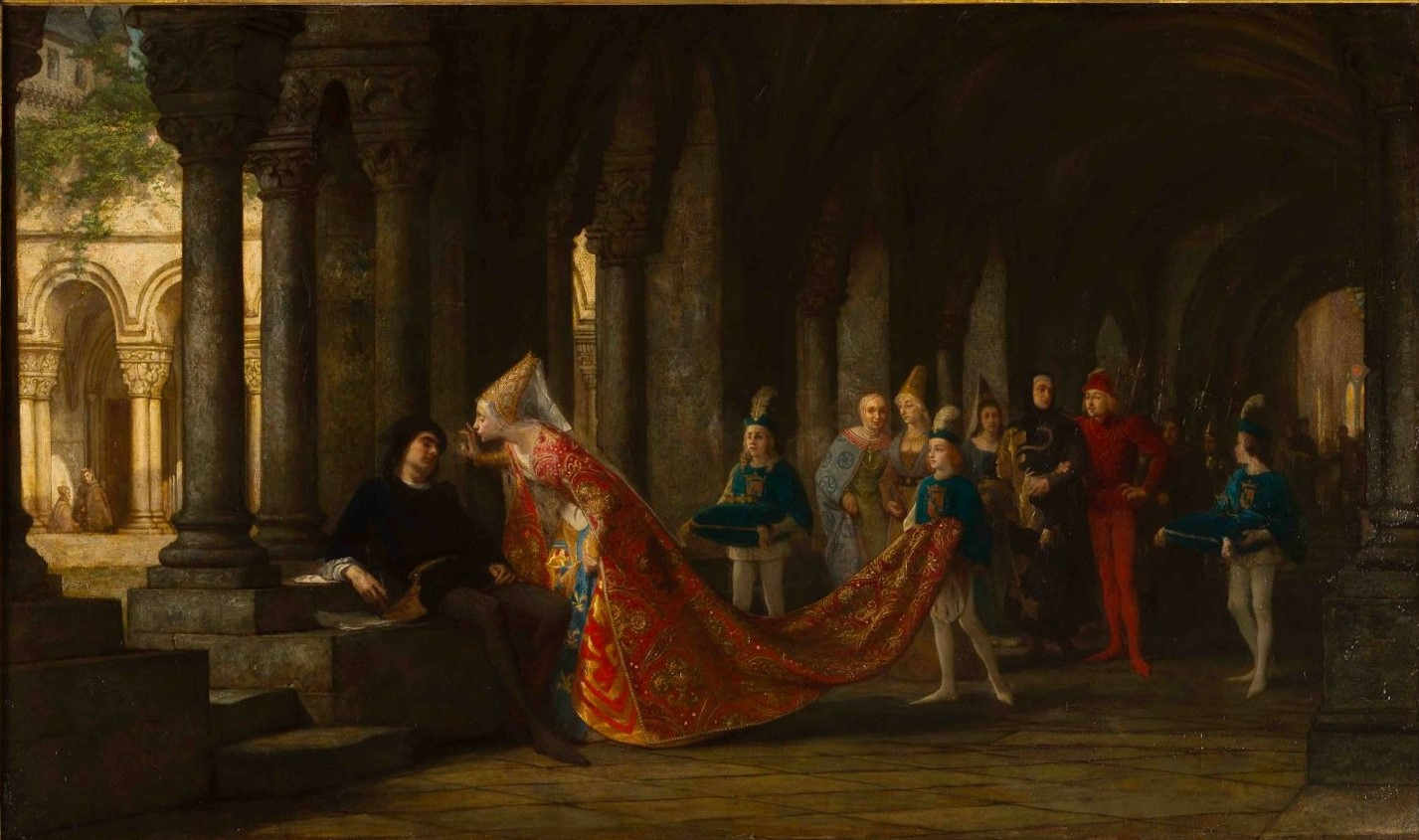
Alain Chartier et Marguerite d'Écosse (Salon de 1859), collection particulière.

- Alain Chartier et Marguerite d'Écosse, Salon de 1859, collection particulière.
- Le Cardinal de Richelieu, Salon de 1859, localisation inconnue.
- Jeanne d'Arc au sacre de Charles VII, le 17 juillet 1429, Salon de 1861, réexposé en 1867, localisation inconnue.
- Charles Quint et la duchesse d'Étampes, Salon de 1863, localisation inconnue.
- Récréation de Louis XI, Salon de 1863, localisation inconnue.
- Seigni Joan Rabelais, 1390, Salon de 1863, réexposé en 1867, localisation inconnue.
- Éléonore d'Este, veuve de François de Lorraine, duc de Guise, deuxième du nom, fait jurer à son fils, Henry de Guise, surnommé plus tard le Balafré, de venger son père assassiné devant Orléans par Poltrot de Méré, le 24 février 1563, Salon de 1864, réexposé en 1867, musée du château de Blois.
- Charles Quint après son abdication, et avant de se retirer au couvent de Saint-Just, va revoir le château de Gand où il a été élevé, Salon de 1866, localisation inconnue.
- Jeune dame hollandaise brodant, Salon de 1866, localisation inconnue.
- Henri III pendant l'assassinat du duc de Guise, Salon de 1867, localisation inconnue.
- Corps de garde au XVIIe siècle, Salon de 1867, localisation inconnue.
- Bohémiens faisant danse des petits cochons devant Louis XI malade, Salon de 1869, localisation inconnue.
- Le Miroir, Salon de 1869, localisation inconnue.
- Marie Touchet, Salon de 1870, localisation inconnue.
- Les Carpes de Fontainebleau, XIe siècle, Salon de 1874, localisation inconnue.
- L'Hiver, Salon de 1876, réexposé en 1878, localisation inconnue.
- Les Cartes, Salon de 1877, localisation inconnue.
- La Nièce de don Quichotte, Salon de 1877, réexposé en 1878, localisation inconnue.
- Le Dante, Salon de 1878, localisation inconnue.
- La Châtelaine, Exposition universelle de 1878, localisation inconnue.
- Le Bouquet, Exposition universelle de 1878, localisation inconnue.
- L'Amour chasse le Temps, Salon de 1879, localisation inconnue.
- Le Temps chasse l'Amour, Salon de 1879, localisation inconnue.
- François Ier mettant des anneaux aux carpes de Fontainebleau, Salon de 1880, localisation inconnue.

Œuvres de Pierre-Charles Comte
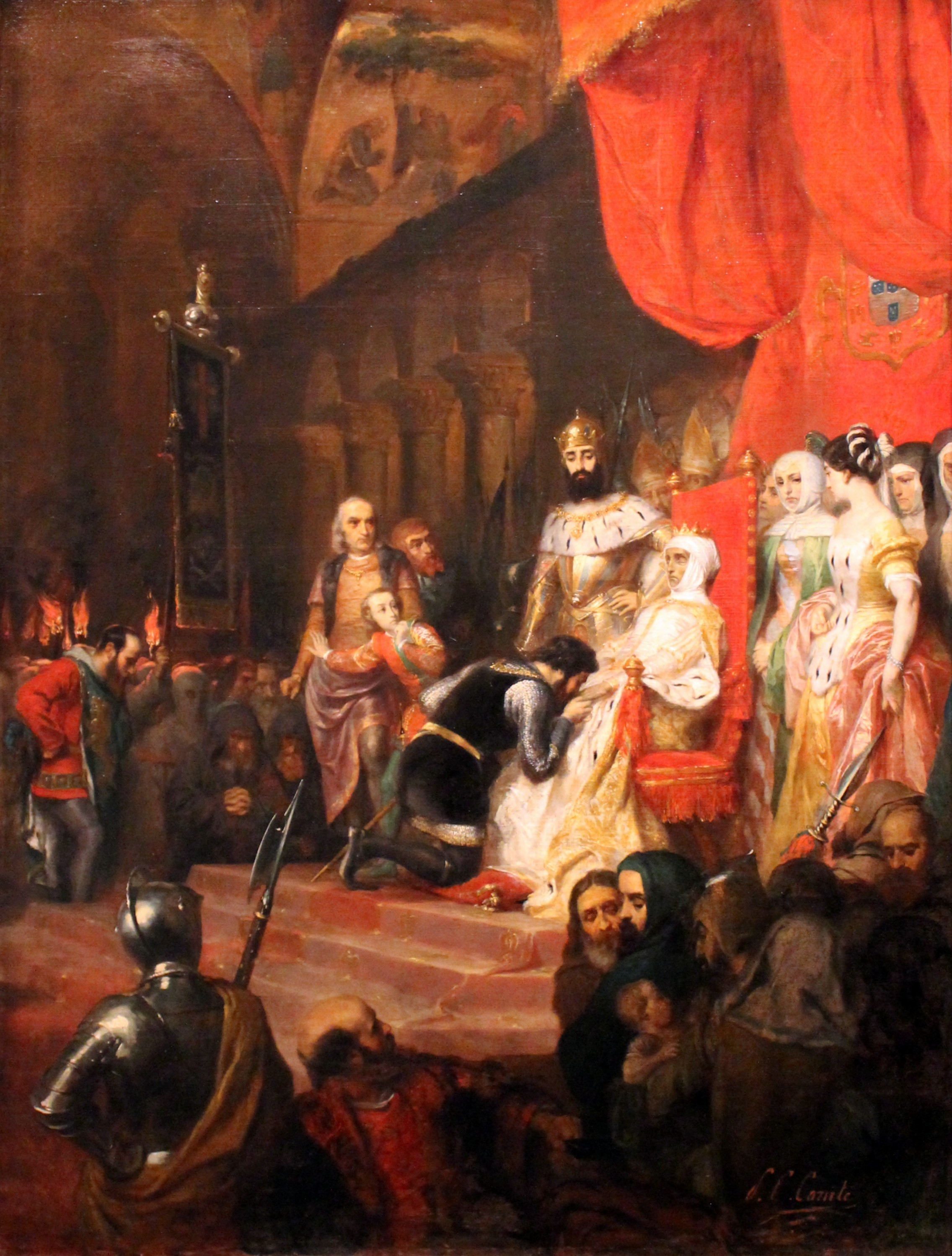
Le Couronnement d'Inès de Castro en 1361 (vers 1849), musée des Beaux-Arts de Lyon.
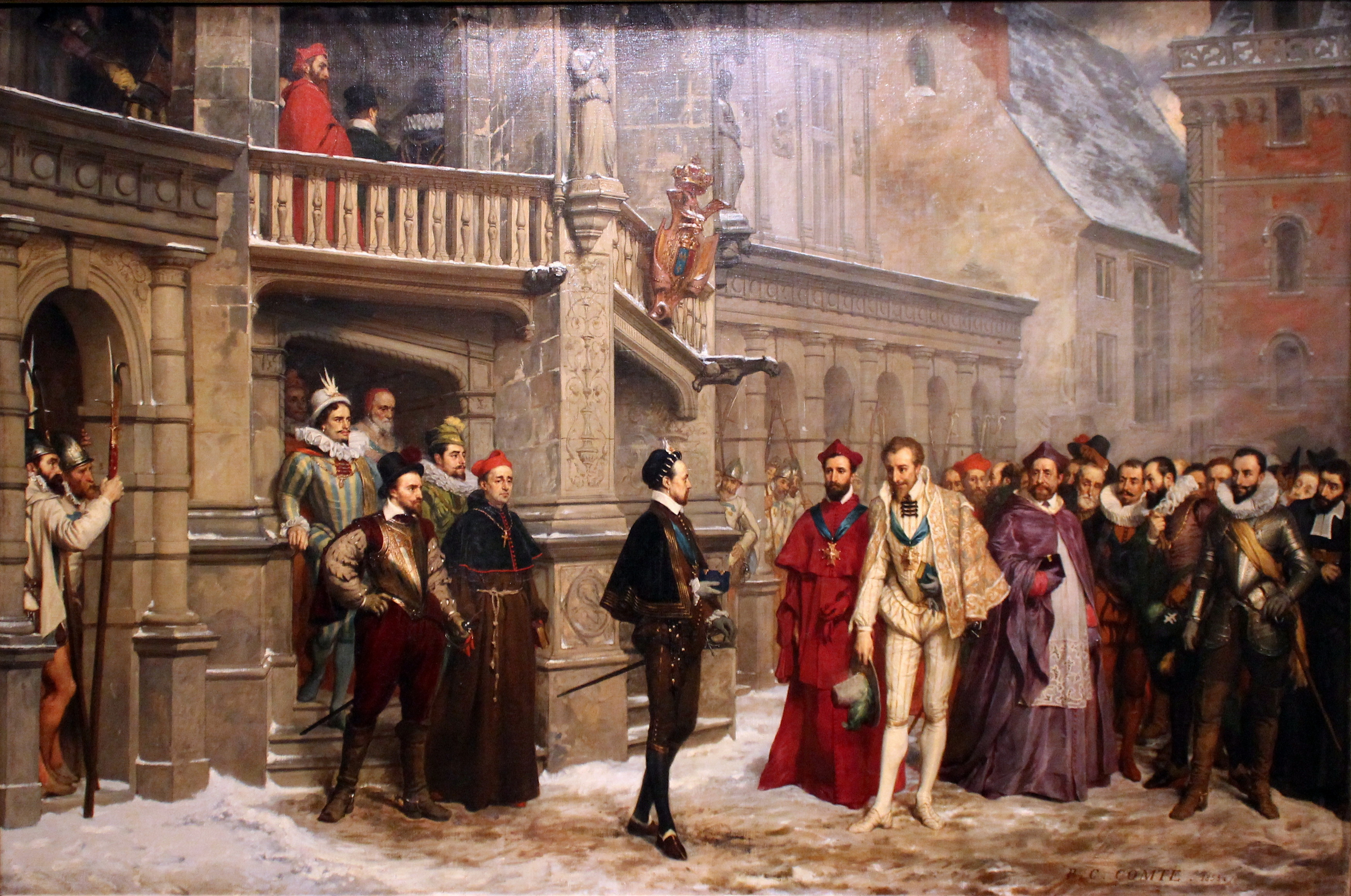
La Rencontre d'Henri III et du duc de Guise (1855), musée du château de Blois.
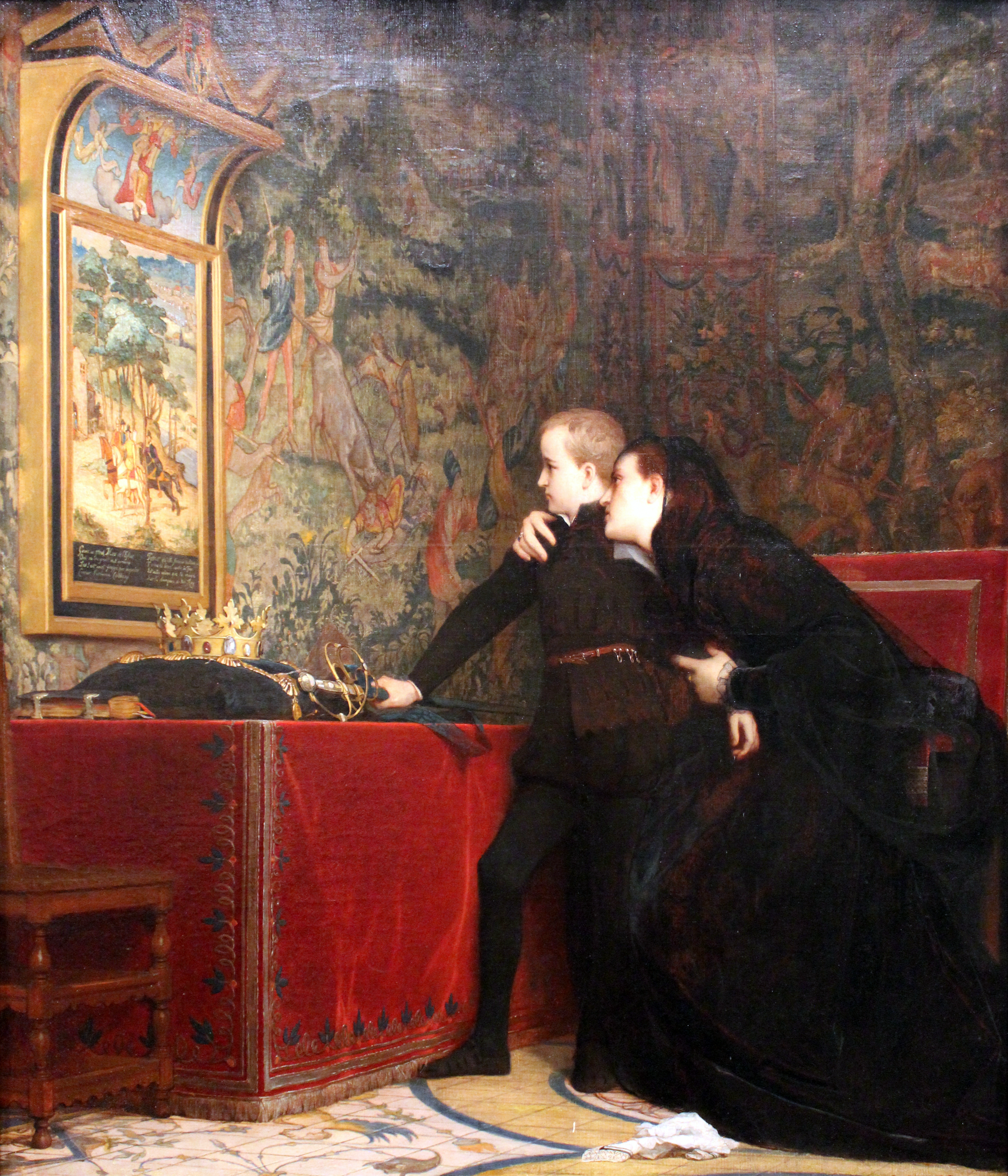
Le Serment de Henri de Guise (1864), musée du château de Blois.